# Min Jin Lee
Min Jin Lee (Seul, 11 novembre 1968) è una scrittrice statunitense d'origine sudcoreana.

## Biografia
Nata a Seul nel 1968, all'età di 7 anni è emigrata con la famiglia negli Stati Uniti, a Elmhurst (Queens), dove i genitori hanno gestito una gioielleria all'ingrosso fino alla pensione.
Si è laureata alla Bronx High School of Science, ha studiato storia all'Università Yale e legge alla Georgetown University Law Center.
Dopo aver pubblicato alcuni racconti in antologie, ha esordito nella narrativa nel 2007 con il romanzo Amori e pregiudizio (nella "Editor's Choice" del New York Times) al quale ha fatto seguito 10 anni dopo La moglie coreana (trasposto in serie televisiva nel 2022).
Colonnista per il Chosun Ilbo, suoi articoli e racconti sono apparsi in quotidiani e riviste e i suoi libri sono stati tradotti in più di 30 lingue.

## Opere

### Romanzi
- Amori e pregiudizio (Free Food for Millionaires, 2007), Torino, Einaudi, 2008 traduzione di Gaja Lombardi Cenciarelli ISBN 978-88-06-18989-1.
- La moglie coreana (Pachinko, 2017), Milano, Piemme, 2018 traduzione di Federica Merani ISBN 978-88-566-6579-6.

### Racconti (parziale)
- Motherland (2002)
- Axis of Happiness (2004)
- The Best Girls (2019)

## Adattamenti televisivi
- Pachinko - La moglie coreana (Pachinko) (Serie TV), regia di Kogonada e Justin Chon

## Premi e riconoscimenti
National Book Award per la narrativa
- 2017 finalista con La moglie coreana

Dayton Literary Peace Prize
- 2018 seconda classificata nella Narrativa con La moglie coreana

Guggenheim Fellowship
- 2018[6]